# Großharras
Großharras ist eine Marktgemeinde mit 1066 Einwohnern (Stand 1. Jänner 2025) im Bezirk Mistelbach in österreichischen Bundesland Niederösterreich.

## Geografie
| Großharras liegt im nördlichen Weinviertel in Niederösterreich im Hügelland südlich der Pulkau etwa auf halbem Weg zwischen Laa an der Thaya und Haugsdorf. Der zur Gemeinde gehörende Ort Zwingendorf liegt an der durch das Pulkautal führenden Pulkautal Straße B 45. Die Fläche der Marktgemeinde umfasst 42,66 Quadratkilometer. Fast neunzig Prozent der Fläche werden landwirtschaftlich genutzt, etwa 2½ Prozent sind bewaldet. | Die zur Anzeige dieser Grafik verwendete Erweiterung wurde dauerhaft deaktiviert. Wir arbeiten aktuell daran, diese und weitere betroffene Grafiken auf ein neues Format umzustellen. (Mehr dazu) |

Das Gemeindegebiet umfasst drei Katastralgemeinden bzw. gleichnamige Ortschaften (Fläche Stand 31. Dezember 2023, 
Einwohner Stand 1. Jänner 2025):
- Diepolz (662,49 ha; 141 Ew.)
- Großharras (1.510,69 ha; 442 Ew.)
- Zwingendorf (2.093,07 ha; 483 Ew.) mit den Meierhöfen Alicenhof und Karlhof

Mit der NÖ. Kommunalstrukturverbesserung erfolgte zum 1. Jänner 1970 die Zusammenlegung mit dem einen Kilometer entfernten Diepolz. und zum 1. Jänner 1971 die Zusammenlegung mit dem fünf Kilometer nördlich liegenden Zwingendorf.

### Nachbargemeinden
| Seefeld-Kadolz | Tschechien                                  |                  |
| Mailberg       | Kompassrose, die auf Nachbargemeinden zeigt | Laa an der Thaya |
|                | Nappersdorf-Kammersdorf                     | Stronsdorf       |

## Geschichte
Das Dorf Großharras, das sicherlich bereits vor seiner erstmaligen urkundlichen Nennung im Jahre 1156 besiedelt war – am Ortsrand an der Straßengabelung Richtung Kammersdorf wurde 1876 ein Langobardengrab aus der ersten Hälfte des 6. Jahrhunderts gefunden, dessen Grabbeigaben im Niederösterreichischen Landesmuseum zu besichtigen sind – wurde im Zuge der zweiten deutschen Besiedelung wahrscheinlich im 11. Jahrhundert gegründet und von fränkischen Siedlern aufgebaut. Der Ortsname Harras wird vom mittelhochdeutschen „har-roze“, also Flachsröste, abgeleitet.
1255 wird die Pfarrkirche von Großharras, die ursprünglich dem hl. Pankraz, später der Hl. Dreifaltigkeit geweiht wurde, von den Seefeldern den Johannitern in Mailberg (Malteser-Ritterorden) übertragen und ist deshalb eine der fünf Malteserkirchen in Österreich.
Die geografische Lage des Ortes im Grenzraum zu Mähren bedingte die Involvierung in zahlreiche Konflikte des Thayaraumes (Schlacht bei Mailberg, Ungarneinfälle, Hussitenkriege, Dreißigjähriger Krieg).
Im letzten Drittel des 16. Jahrhunderts konnte wie in vielen anderen Dörfern der Umgebung der Protestantismus Fuß fassen, sodass 1574 der protestantische Magister Leopold Zerer als Schulmeister tätig war. Im Laufe des 17. und frühen 18. Jahrhunderts bestimmte allerdings im Zuge der Gegenreformation der Katholizismus das religiöse und kulturelle Leben.
1763 kam es zu einem Streit zwischen der Herrschaft Kadolz und 34 Kleinhäuslern, weil diese aufgrund steigender Schutzgeldzahlungsforderungen den Naturalrobot verweigerten. Die Regierung vermittelte im Streit, indem Schutzgeldobergrenzen festgelegt und die Verpflichtung zum Naturalrobot festgelegt wurden. Im Zuge dieser Maßnahmen wurde der Kleinhäusler Thomas Walter in das Temescher Banat verwiesen.
Im 19. Jahrhundert konnte die Ortsentwicklung auch durch Choleraepidemien (1836 und 1866, als die Preußen nach der Schlacht von Königgrätz die Krankheit einschleppten) und Großbrände (zum Beispiel 1858: gesamtes Neustift abgebrannt, 1863: 13 Häuser und 6 Scheunen abgebrannt, 1871: 9 Häuser abgebrannt) nicht aufgehalten werden. Der Brandgefahr suchte die Kommune durch die Gründung der Freiwilligen Feuerwehr im Jahr 1884 Herr zu werden.
Nach dem Zusammenbruch der Österreichisch-Ungarischen Monarchie 1918 hat das Dorf mit den Problemen einer an den Rand gedrängten Gemeinde und den ökonomischen Strukturveränderungen (Bedeutungsverlust der Landwirtschaft, Mangel an Arbeitsplätzen im sekundären und tertiären Sektor) zu kämpfen. Diese Veränderungen spiegeln sich in der Bevölkerungsentwicklung wider. Laut Adressbuch von Österreich waren im Jahr 1938 in der Ortsgemeinde Großharras zwei Bäcker, vier Binder, zwei Dachdecker, zwei Eisenwarenhandlungen, ein Elektrizitätswerk, ein Elektrotechniker, zwei Fleischer, zwei Friseure, drei Gastwirte, drei Gemischtwarenhändler, ein Glaser, eine Hebamme, eine Milchgenossenschaft, ein Milchhändler, ein Müller, ein Sattler, drei Schmiede, zwei Schneider und zwei Schneiderinnen, zwei Schuster, ein Tischler, zwei Viktualienhändler, ein Wagner, ein Weinsensal, zwei Zimmermeister und einige Landwirte ansässig.
Im Jahr 1944 wurden von den Gutsbesitzern Erwin und Wilhelm Riedl für zwei Monate ungarische Juden als Zwangsarbeiter im landwirtschaftlichen Bereich eingesetzt.
Im Jahr 2006 feierte der Ort sein 850-jähriges Bestehen.

### Bevölkerungsentwicklung
Nach dem Jahr 1939 hatte Großharras einen starken Rückgang der Bevölkerungszahl. Die Abnahme verringert sich seit der Jahrtausendwende.
| Großharras: Einwohnerzahlen von 1869 bis 2025       | Großharras: Einwohnerzahlen von 1869 bis 2025 | Großharras: Einwohnerzahlen von 1869 bis 2025 | Großharras: Einwohnerzahlen von 1869 bis 2025 | Großharras: Einwohnerzahlen von 1869 bis 2025 |
| --------------------------------------------------- | --------------------------------------------- | --------------------------------------------- | --------------------------------------------- | --------------------------------------------- |
| Jahr                                                |                                               |                                               |                                               | Einwohner                                     |
| 1869                                                | 1869                                          |                                               | 2.156                                         | 2.156                                         |
| 1880                                                | 1880                                          |                                               | 2.390                                         | 2.390                                         |
| 1890                                                | 1890                                          |                                               | 2.555                                         | 2.555                                         |
| 1900                                                | 1900                                          |                                               | 2.511                                         | 2.511                                         |
| 1910                                                | 1910                                          |                                               | 2.430                                         | 2.430                                         |
| 1923                                                | 1923                                          |                                               | 2.411                                         | 2.411                                         |
| 1934                                                | 1934                                          |                                               | 2.507                                         | 2.507                                         |
| 1939                                                | 1939                                          |                                               | 2.495                                         | 2.495                                         |
| 1951                                                | 1951                                          |                                               | 2.267                                         | 2.267                                         |
| 1961                                                | 1961                                          |                                               | 1.799                                         | 1.799                                         |
| 1971                                                | 1971                                          |                                               | 1.602                                         | 1.602                                         |
| 1981                                                | 1981                                          |                                               | 1.391                                         | 1.391                                         |
| 1991                                                | 1991                                          |                                               | 1.319                                         | 1.319                                         |
| 2001                                                | 2001                                          |                                               | 1.202                                         | 1.202                                         |
| 2011                                                | 2011                                          |                                               | 1.138                                         | 1.138                                         |
| 2021                                                | 2021                                          |                                               | 1.098                                         | 1.098                                         |
| 2025                                                | 2025                                          |                                               | 1.066                                         | 1.066                                         |
| Quelle(n): Statistik Austria, Gebietsstand 1.1.2021 |                                               |                                               |                                               |                                               |

## Kultur und Sehenswürdigkeiten
- Schloss Großharras

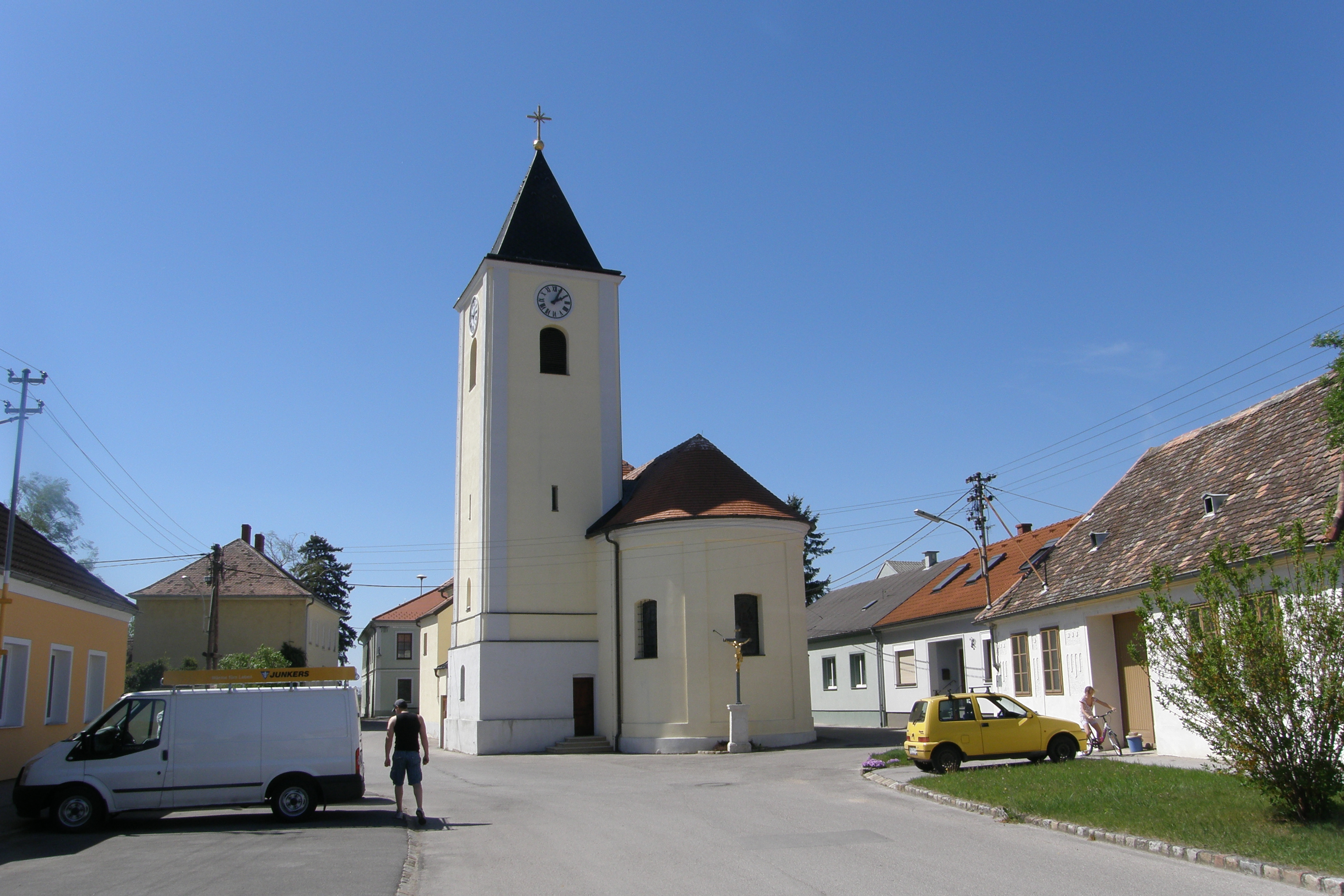
Pfarrkirche Zwingendorf

- Katholische Pfarrkirche Großharras Hl. Dreifaltigkeit
- Katholische Pfarrkirche Zwingendorf hl. Laurentius
- Katholische Ortskapelle Diepolz hl. Maria

## Wirtschaft und Infrastruktur
Im Jahre 2001 gab es 42 nichtlandwirtschaftliche Arbeitsstätten, nach der Erhebung 1999 gab es 107 land- und forstwirtschaftliche Betriebe. Nach der Volkszählung 2001 betrug die Zahl der Erwerbstätigen am Wohnort 505, die Erwerbsquote lag 2001 bei 43 Prozent.

### Tourismus
Nach dem Bau der Therme Laa und deren Eröffnung im Jahr 2004 versucht man, wie die übrigen Gemeinden des Landes um Laa, touristische Impulse zu setzen. So wurde in den letzten Jahren gezielt ein Netz von markierten Radwegen angelegt, nachdem der europäische Weitwanderweg 630 bereits seit Jahren von Wanderern frequentiert wird. Beherbergungsbetriebe laden Gäste zum Bleiben ein. Die für die Region Weinviertel typischen Kellergassen können unter fachkundiger Führung besichtigt werden. In den Sommermonaten kann man bei den heimischen Winzern die „Offene Kellertür“ besuchen und bei Grünem Veltliner, Weißburgunder, Blauem Portugieser und Zweigelt die Atmosphäre der romantischen Kellergasse genießen.
Die Pfarrkirche ist einen Besuch wert, da sie eine von neun Kirchen des Malteserordens in Österreich ist und die Silberbauerorgel im Kircheninneren unter Denkmalschutz steht.
Um Zwingendorf befinden sich bemerkenswerte Salzstandorte mit einer spezifischen Fauna und Flora.
Seit 1675 gibt es in Großharras das „Gasthaus zur Traube“, welches als Treffpunkt der ansässigen Bevölkerung diente. 1927 erwarb die Familie Holzer den Betrieb, der noch bis heute unter dem Namen Landgasthaus Holzer besteht und einen Treffpunkt für gesellschaftliche Ereignisse sowie ein Kommunikationszentrum für die ansässige Kultur und Wirtschaft ist.
Durch Großharras verläuft mit dem Ostösterreichischen Grenzlandweg ein österreichischer Weitwanderweg.

### Öffentliche Einrichtungen
In Großharras befindet sich ein Kindergarten und eine Volksschule.

## Politik

### Gemeinderat
| Der Gemeinderat hat 19 Mitglieder. - Mit den Gemeinderatswahlen in Niederösterreich 1990 hatte der Gemeinderat folgende Verteilung: 15 ÖVP und 4 SPÖ. - Mit den Gemeinderatswahlen in Niederösterreich 1995 hatte der Gemeinderat folgende Verteilung: 15 ÖVP und 4 SPÖ. - Mit den Gemeinderatswahlen in Niederösterreich 2000 hatte der Gemeinderat folgende Verteilung: 15 ÖVP und 4 SPÖ. - Mit den Gemeinderatswahlen in Niederösterreich 2005 hatte der Gemeinderat folgende Verteilung: 13 ÖVP und 6 SPÖ. - Mit den Gemeinderatswahlen in Niederösterreich 2010 hatte der Gemeinderat folgende Verteilung: 17 ÖVP und 2 SPÖ. - Mit den Gemeinderatswahlen in Niederösterreich 2015 hatte der Gemeinderat folgende Verteilung: 15 ÖVP und 4 SPÖ. - Mit den Gemeinderatswahlen in Niederösterreich 2020 hat der Gemeinderat folgende Verteilung: 14 ÖVP und 5 SPÖ. | Die zur Anzeige dieser Grafik verwendete Erweiterung wurde dauerhaft deaktiviert. Wir arbeiten aktuell daran, diese und weitere betroffene Grafiken auf ein neues Format umzustellen. (Mehr dazu) |

### Bürgermeister
- bis 2010 Franz Breindl (ÖVP)
- 2010–2020 Josef Windpassinger (ÖVP)[19]
- 2020–2022 Josef Kindler (ÖVP)[20]
- 2022–2024 Rudolf Dötzl (ÖVP)[21]
- seit 2024 Sonja Platzer (ÖVP)[22]

### Wappen
Blasonierung:
„Gespalten von Rot und Silber, vorne ein silbernes Johanniterkreuz, hinten eine rote Flachsbrechel. Ein gespaltener Schild, dessen rechtes Feld auf rotem Grunde ein silbernes Johanniterkreuz und dessen linkes Feld auf silbernem Grunde eine rote Flachsbrechel zeigt.“
Wappenerklärung: Das weiße Malteserkreuz (Johanniterkreuz) in Rot verweist auf die seit 1255 bestehende Malteserpfarre, eine der wenigen in Österreich. Die Flachsbrechel versinnbildlicht die Entstehung des Ortsnamens Großharras aus mhd. harroce – Flachsröste.

## Persönlichkeiten
Ehrenbürger der Gemeinde
- Johanna Mikl-Leitner (* 1964), Politikerin (ÖVP) und Landeshauptfrau von Niederösterreich. Sie wuchs in Großharras auf und besuchte dort die Volksschule.